# Grand Prix Formule 1 van Duitsland

De nieuwe Hockenheimring gebruikt in 2002–2006, 2008, 2010, 2012, 2014, 2016, en 2018–2019

De vernieuwde Nürburgring GP-Strecke gebruikt in 2009, 2011 en 2013

De originele Nürburgring GP-Strecke, gebruikt in 1985

De originele Hockenheimring gebruikt in 1970 en 1977–2001

Nürburgring Nordschleife (inclusief chicane voor de pit), gebruikt van 1967 t/m 1976

Nürburgring Südschleife, gebruikt voor een Formule 2 race in 1960

Nürburgring Nordschleife, gebruikt van 1931 t/m 1966

Nürburgring Gesamtstrecke (gecombineerd circuit (28.3km) gebruikt in 1927, 1928 en 1929

AVUS Berlijn, gebruikt in 1926 (19 km) en 1959 (8 km)

De Grand Prix van Duitsland was een race uit het Formule 1 kampioenschap, voor de eerste keer gehouden als onderdeel van het kampioenschap in 1951 en als laatste keer als onderdeel van het kampioenschap in 2019. Met uitzondering van 1959 toen de race gehouden werd op een circuit in Berlijn, werden de grands prix gereden op de Nürburgring en de Hockenheimring. Sommige jaren werden er twee grands prix gehouden in Duitsland. Twaalf keer werd er een grote prijs georganiseerd op de Nürburgring onder de naam Grand Prix van Europa, twee keer onder de naam Grand Prix van Luxemburg en één keer onder de naam Grand Prix van de Eifel.
Michael Schumacher en Lewis Hamilton zijn met vier overwinningen recordhouders van de grand prix.

## Winnaars van de Grands Prix
- Een roze achtergrond geeft aan dat deze race onderdeel was van de Grand Prix-seizoenen tot 1949.

| Jaar        | Coureur                                                  | Constructeur                                             | Circuit                                                  | Verslag                                                  |
| ----------- | -------------------------------------------------------- | -------------------------------------------------------- | -------------------------------------------------------- | -------------------------------------------------------- |
| 2020–2025   | Grand Prix niet verreden.                                | Grand Prix niet verreden.                                | Grand Prix niet verreden.                                | Grand Prix niet verreden.                                |
| 2019        | Max Verstappen                                           | Red Bull-Honda                                           | Hockenheimring                                           | Verslag                                                  |
| 2018        | Lewis Hamilton                                           | Mercedes                                                 | Hockenheimring                                           | Verslag                                                  |
| 2017        | Grand Prix niet verreden.                                | Grand Prix niet verreden.                                | Grand Prix niet verreden.                                | Grand Prix niet verreden.                                |
| 2016        | Lewis Hamilton                                           | Mercedes                                                 | Hockenheimring                                           | Verslag                                                  |
| 2015        | Grand Prix niet verreden.                                | Grand Prix niet verreden.                                | Grand Prix niet verreden.                                | Grand Prix niet verreden.                                |
| 2014        | Nico Rosberg                                             | Mercedes                                                 | Hockenheimring                                           | Verslag                                                  |
| 2013        | Sebastian Vettel                                         | Red Bull-Renault                                         | Nürburgring                                              | Verslag                                                  |
| 2012        | Fernando Alonso                                          | Ferrari                                                  | Hockenheimring                                           | Verslag                                                  |
| 2011        | Lewis Hamilton                                           | McLaren-Mercedes                                         | Nürburgring                                              | Verslag                                                  |
| 2010        | Fernando Alonso                                          | Ferrari                                                  | Hockenheimring                                           | Verslag                                                  |
| 2009        | Mark Webber                                              | Red Bull-Renault                                         | Nürburgring                                              | Verslag                                                  |
| 2008        | Lewis Hamilton                                           | McLaren-Mercedes                                         | Hockenheimring                                           | Verslag                                                  |
| 2007        | Grand Prix niet verreden.                                | Grand Prix niet verreden.                                | Grand Prix niet verreden.                                | Grand Prix niet verreden.                                |
| 2006        | Michael Schumacher                                       | Ferrari                                                  | Hockenheimring                                           | Verslag                                                  |
| 2005        | Fernando Alonso                                          | Renault                                                  | Hockenheimring                                           | Verslag                                                  |
| 2004        | Michael Schumacher                                       | Ferrari                                                  | Hockenheimring                                           | Verslag                                                  |
| 2003        | Juan Pablo Montoya                                       | Williams-BMW                                             | Hockenheimring                                           | Verslag                                                  |
| 2002        | Michael Schumacher                                       | Ferrari                                                  | Hockenheimring                                           | Verslag                                                  |
| 2001        | Ralf Schumacher                                          | Williams-BMW                                             | Hockenheimring                                           | Verslag                                                  |
| 2000        | Rubens Barrichello                                       | Ferrari                                                  | Hockenheimring                                           | Verslag                                                  |
| 1999        | Eddie Irvine                                             | Ferrari                                                  | Hockenheimring                                           | Verslag                                                  |
| 1998        | Mika Häkkinen                                            | McLaren-Mercedes                                         | Hockenheimring                                           | Verslag                                                  |
| 1997        | Gerhard Berger                                           | Benetton-Renault                                         | Hockenheimring                                           | Verslag                                                  |
| 1996        | Damon Hill                                               | Williams-Renault                                         | Hockenheimring                                           | Verslag                                                  |
| 1995        | Michael Schumacher                                       | Benetton-Renault                                         | Hockenheimring                                           | Verslag                                                  |
| 1994        | Gerhard Berger                                           | Ferrari                                                  | Hockenheimring                                           | Verslag                                                  |
| 1993        | Alain Prost                                              | Williams-Renault                                         | Hockenheimring                                           | Verslag                                                  |
| 1992        | Nigel Mansell                                            | Williams-Renault                                         | Hockenheimring                                           | Verslag                                                  |
| 1991        | Nigel Mansell                                            | Williams-Renault                                         | Hockenheimring                                           | Verslag                                                  |
| 1990        | Ayrton Senna                                             | McLaren-Honda                                            | Hockenheimring                                           | Verslag                                                  |
| 1989        | Ayrton Senna                                             | McLaren-Honda                                            | Hockenheimring                                           | Verslag                                                  |
| 1988        | Ayrton Senna                                             | McLaren-Honda                                            | Hockenheimring                                           | Verslag                                                  |
| 1987        | Nelson Piquet                                            | Williams-Honda                                           | Hockenheimring                                           | Verslag                                                  |
| 1986        | Nelson Piquet                                            | Williams-Honda                                           | Hockenheimring                                           | Verslag                                                  |
| 1985        | Michele Alboreto                                         | Ferrari                                                  | Nürburgring                                              | Verslag                                                  |
| 1984        | Alain Prost                                              | McLaren-TAG                                              | Hockenheimring                                           | Verslag                                                  |
| 1983        | René Arnoux                                              | Ferrari                                                  | Hockenheimring                                           | Verslag                                                  |
| 1982        | Patrick Tambay                                           | Ferrari                                                  | Hockenheimring                                           | Verslag                                                  |
| 1981        | Nelson Piquet                                            | Brabham-Ford                                             | Hockenheimring                                           | Verslag                                                  |
| 1980        | Jacques Laffite                                          | Ligier-Ford                                              | Hockenheimring                                           | Verslag                                                  |
| 1979        | Alan Jones                                               | Williams-Ford                                            | Hockenheimring                                           | Verslag                                                  |
| 1978        | Mario Andretti                                           | Lotus-Ford                                               | Hockenheimring                                           | Verslag                                                  |
| 1977        | Niki Lauda                                               | Ferrari                                                  | Hockenheimring                                           | Verslag                                                  |
| 1976        | James Hunt                                               | McLaren-Ford                                             | Nürburgring Nordschleife                                 | Verslag                                                  |
| 1975        | Carlos Reutemann                                         | Brabham-Ford                                             | Nürburgring Nordschleife                                 | Verslag                                                  |
| 1974        | Clay Regazzoni                                           | Ferrari                                                  | Nürburgring Nordschleife                                 | Verslag                                                  |
| 1973        | Jackie Stewart                                           | Tyrrell-Ford                                             | Nürburgring Nordschleife                                 | Verslag                                                  |
| 1972        | Jacky Ickx                                               | Ferrari                                                  | Nürburgring Nordschleife                                 | Verslag                                                  |
| 1971        | Jackie Stewart                                           | Tyrrell-Ford                                             | Nürburgring Nordschleife                                 | Verslag                                                  |
| 1970        | Jochen Rindt                                             | Lotus-Ford                                               | Hockenheimring                                           | Verslag                                                  |
| 1969        | Jacky Ickx                                               | Brabham-Ford                                             | Nürburgring Nordschleife                                 | Verslag                                                  |
| 1968        | Jackie Stewart                                           | Matra-Ford                                               | Nürburgring Nordschleife                                 | Verslag                                                  |
| 1967        | Denny Hulme                                              | Brabham-Repco                                            | Nürburgring Nordschleife                                 | Verslag                                                  |
| 1966        | Jack Brabham                                             | Brabham-Repco                                            | Nürburgring Nordschleife                                 | Verslag                                                  |
| 1965        | Jim Clark                                                | Lotus-Climax                                             | Nürburgring Nordschleife                                 | Verslag                                                  |
| 1964        | John Surtees                                             | Ferrari                                                  | Nürburgring Nordschleife                                 | Verslag                                                  |
| 1963        | John Surtees                                             | Ferrari                                                  | Nürburgring Nordschleife                                 | Verslag                                                  |
| 1962        | Graham Hill                                              | BRM                                                      | Nürburgring Nordschleife                                 | Verslag                                                  |
| 1961        | Stirling Moss                                            | Lotus-Climax                                             | Nürburgring Nordschleife                                 | Verslag                                                  |
| 1960        | Grand Prix werd als Formule 2-race verreden.             | Grand Prix werd als Formule 2-race verreden.             | Grand Prix werd als Formule 2-race verreden.             | Grand Prix werd als Formule 2-race verreden.             |
| 1959        | Tony Brooks                                              | Ferrari                                                  | AVUS                                                     | Verslag                                                  |
| 1958        | Tony Brooks                                              | Vanwall                                                  | Nürburgring Nordschleife                                 | Verslag                                                  |
| 1957        | Juan Manuel Fangio                                       | Maserati                                                 | Nürburgring Nordschleife                                 | Verslag                                                  |
| 1956        | Juan Manuel Fangio                                       | Ferrari                                                  | Nürburgring Nordschleife                                 | Verslag                                                  |
| 1955        | Grand Prix niet verreden.                                | Grand Prix niet verreden.                                | Grand Prix niet verreden.                                | Grand Prix niet verreden.                                |
| 1954        | Juan Manuel Fangio                                       | Mercedes                                                 | Nürburgring Nordschleife                                 | Verslag                                                  |
| 1953        | Giuseppe Farina                                          | Ferrari                                                  | Nürburgring Nordschleife                                 | Verslag                                                  |
| 1952        | Alberto Ascari                                           | Ferrari                                                  | Nürburgring Nordschleife                                 | Verslag                                                  |
| 1951        | Alberto Ascari                                           | Ferrari                                                  | Nürburgring Nordschleife                                 | Verslag                                                  |
| 1950 - 1940 | Grand Prix niet verreden vanwege de Tweede Wereldoorlog. | Grand Prix niet verreden vanwege de Tweede Wereldoorlog. | Grand Prix niet verreden vanwege de Tweede Wereldoorlog. | Grand Prix niet verreden vanwege de Tweede Wereldoorlog. |
| 1939        | Rudolf Caracciola                                        | Mercedes-Benz                                            | Nürburgring Nordschleife                                 | Verslag                                                  |
| 1938        | Richard Seaman                                           | Mercedes-Benz                                            | Nürburgring Nordschleife                                 | Verslag                                                  |
| 1937        | Rudolf Caracciola                                        | Mercedes-Benz                                            | Nürburgring Nordschleife                                 | Verslag                                                  |
| 1936        | Bernd Rosemeyer                                          | Auto-Union                                               | Nürburgring Nordschleife                                 | Verslag                                                  |
| 1935        | Tazio Nuvolari                                           | Alfa Romeo                                               | Nürburgring Nordschleife                                 | Verslag                                                  |
| 1934        | Hans Stuck                                               | Auto-Union                                               | Nürburgring Nordschleife                                 | Verslag                                                  |
| 1933        | Grand Prix niet verreden.                                | Grand Prix niet verreden.                                | Grand Prix niet verreden.                                | Grand Prix niet verreden.                                |
| 1932        | Rudolf Caracciola                                        | Alfa Romeo                                               | Nürburgring Nordschleife                                 | Verslag                                                  |
| 1931        | Rudolf Caracciola                                        | Auto-Union                                               | Nürburgring Nordschleife                                 | Verslag                                                  |
| 1930        | Grand Prix niet verreden.                                | Grand Prix niet verreden.                                | Grand Prix niet verreden.                                | Grand Prix niet verreden.                                |
| 1929        | Louis Chiron                                             | Bugatti                                                  | Nürburgring Gesamtstrecke                                | Verslag                                                  |
| 1928        | Rudolf Caracciola Christian Werner                       | Mercedes-Benz                                            | Nürburgring Gesamtstrecke                                | Verslag                                                  |
| 1927        | Otto Merz                                                | Mercedes-Benz                                            | Nürburgring Gesamtstrecke                                | Verslag                                                  |
| 1926        | Rudolf Caracciola                                        | Mercedes-Benz                                            | AVUS                                                     | Verslag                                                  |

## Galerij

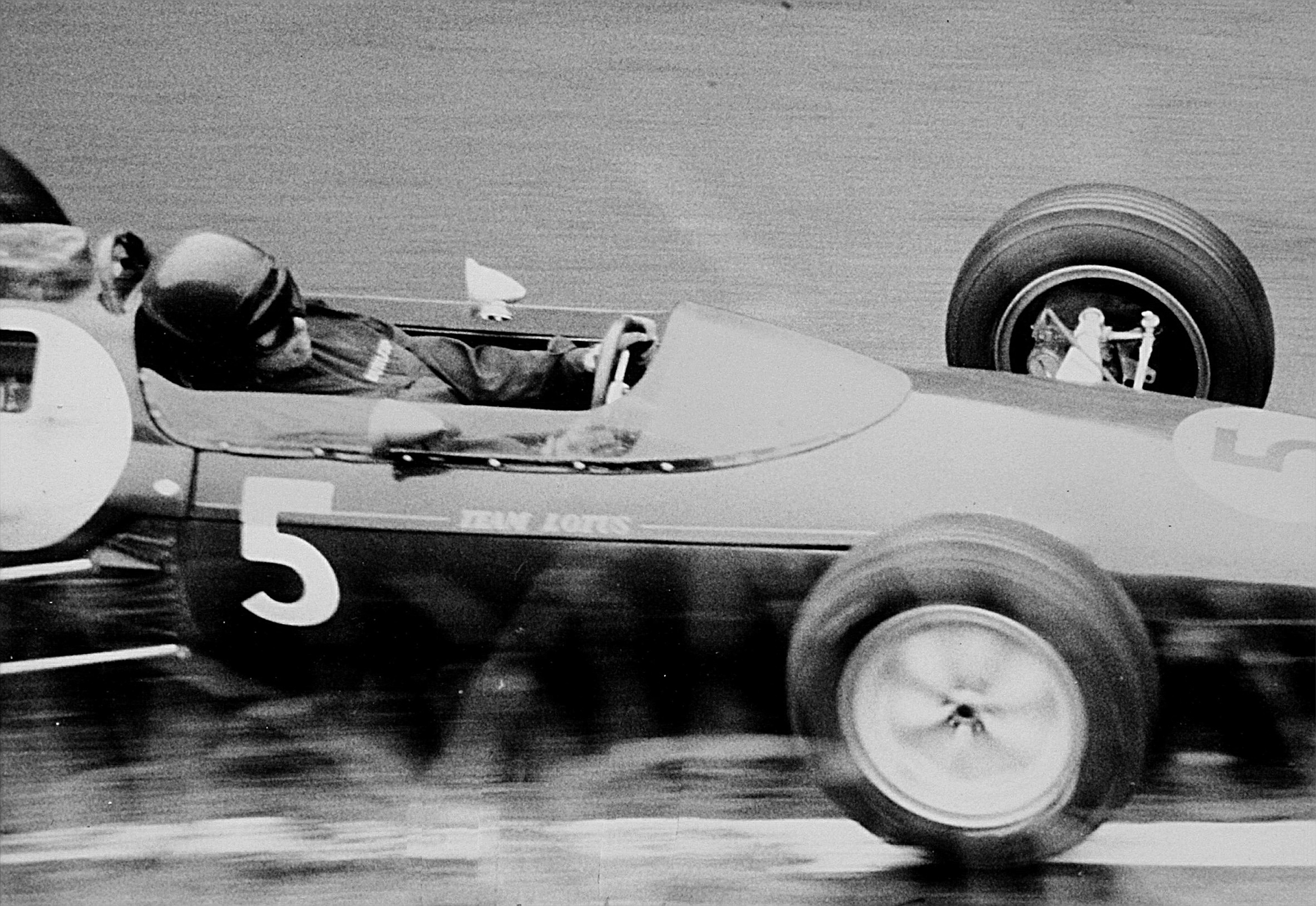
Jim Clark op de Nürburgring in 1962.
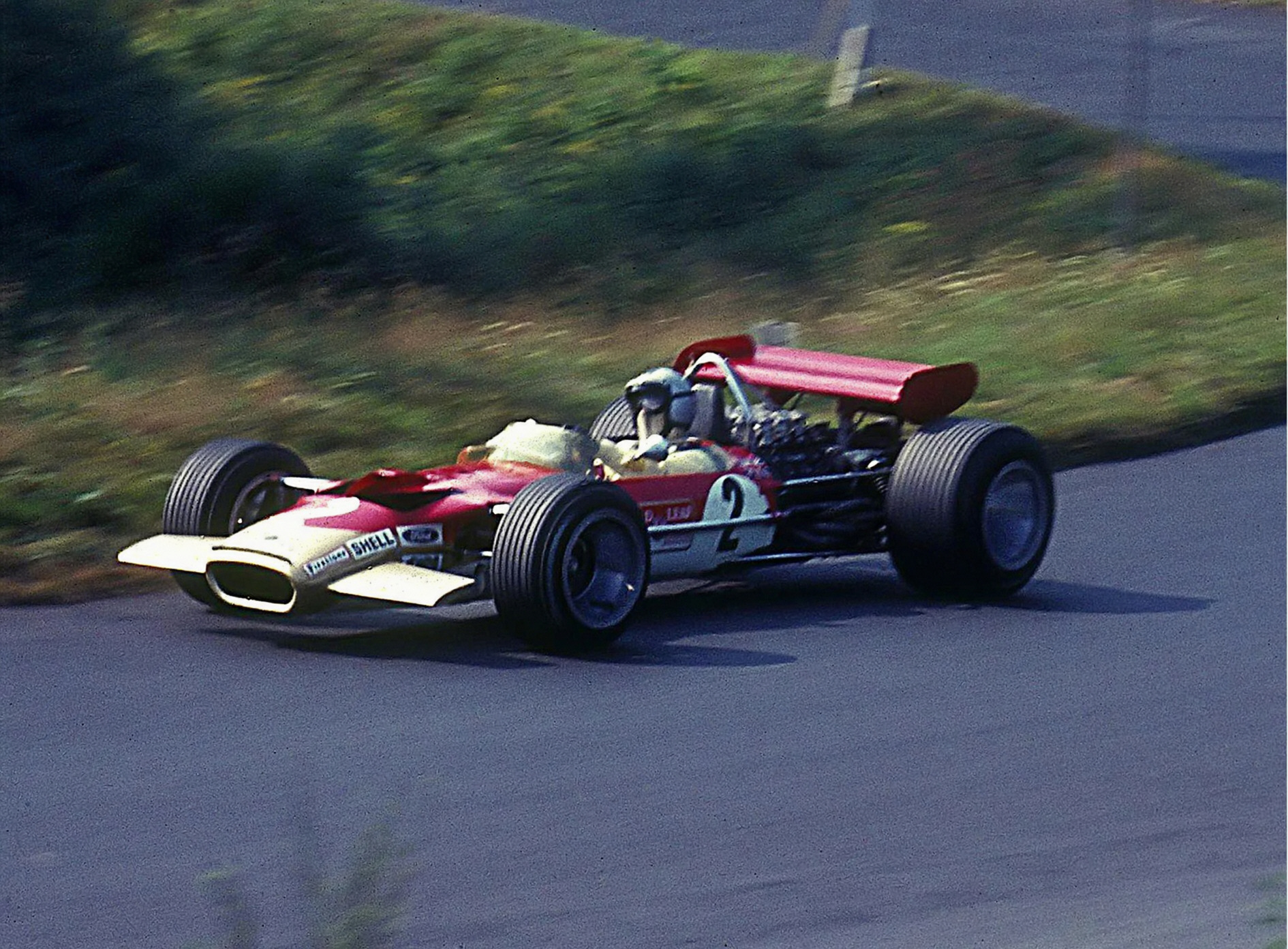
Jochen Rindt tijdens de grand prix van 1969.
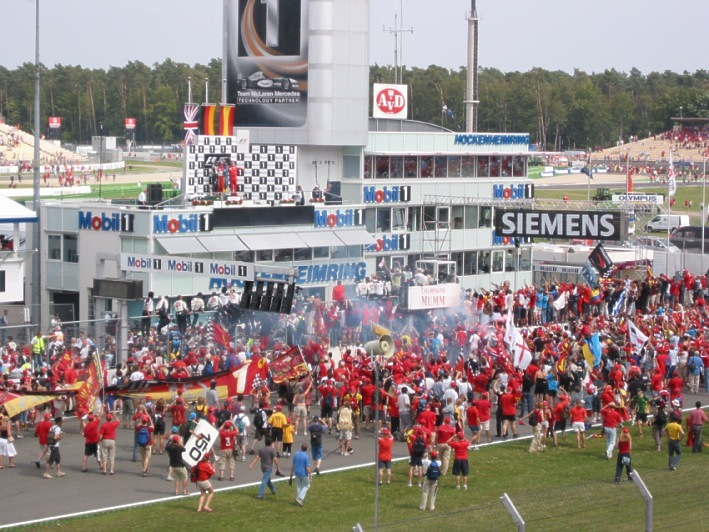
Het podium van 2004.
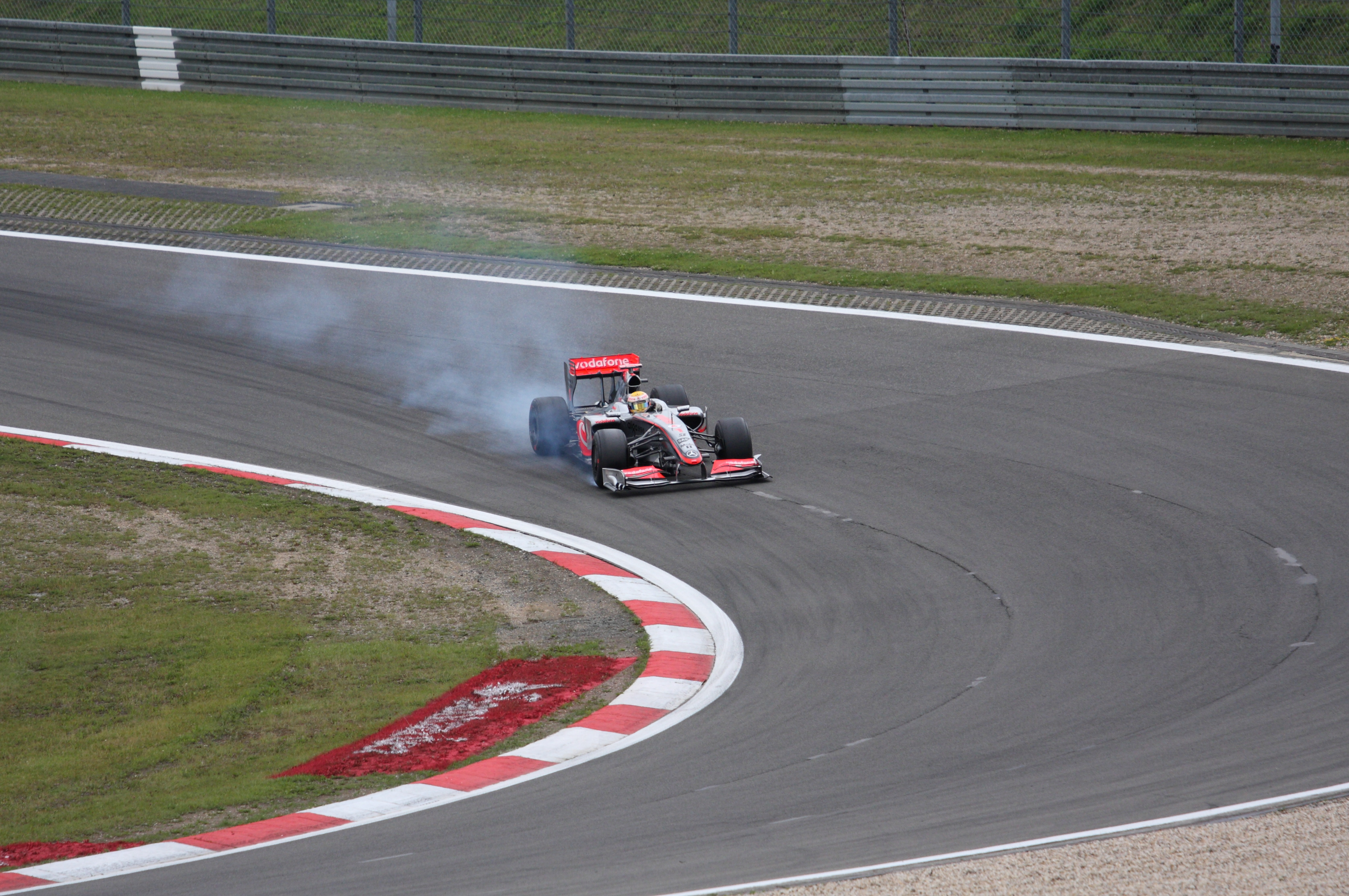
Lewis Hamilton tijdens de race van 2009.
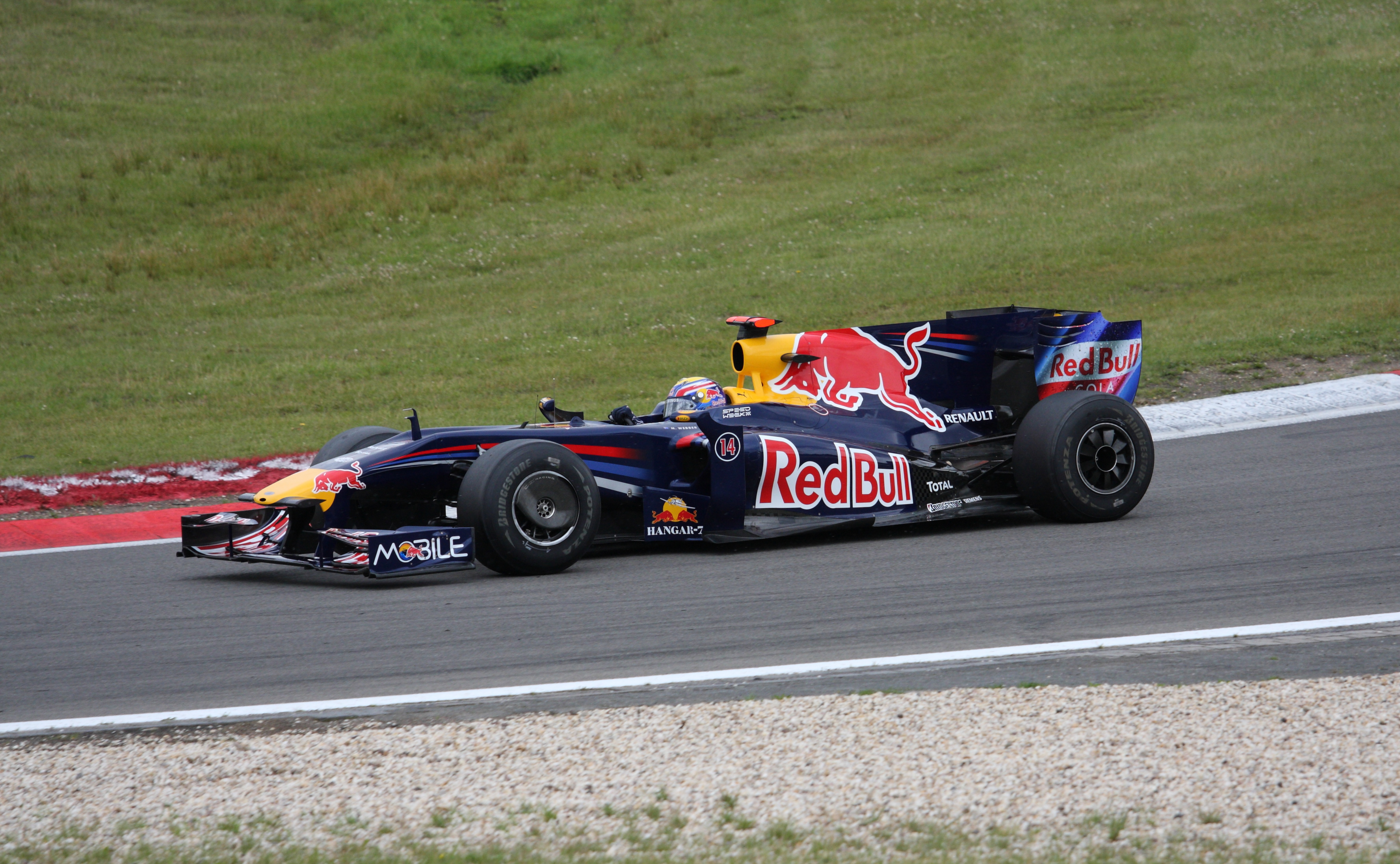
Mark Webber op de Nürburgring in 2009.

1931 · 1932 · 1934 · 1935 · 1936 · 1937 · 1938 · 1939 · 1951 · 1952 · 1953 · 1954 · 1956 · 1957 · 1958 · 1959 · 1961 · 1962 · 1963 · 1964 · 1965 · 1966 · 1967 · 1968 · 1969 · 1970 · 1971 · 1972 · 1973 · 1974 · 1975 · 1976 · 1977 · 1978 · 1979 · 1980 · 1981 · 1982 · 1983 · 1984 · 1985 · 1986 · 1987 · 1988 · 1989 · 1990 · 1991 · 1992 · 1993 · 1994 · 1995 · 1996 · 1997 · 1998 · 1999 · 2000 · 2001 · 2002 · 2003 · 2004 · 2005 · 2006 · 2008 · 2009 · 2010 · 2011 · 2012 · 2013 · 2014 · 2016 · 2018 · 2019